# 相川まりえ
相川 まりえ（あいかわ まりえ、1994年8月10日-）は、競技麻雀の女流プロ雀士。最高位戦日本プロ麻雀協会所属。

## 経歴・人物
- キャッチフレーズは「自撮り最高位」
- 東海支部に所属していてリーグ戦では関西B2リーグに所属。女流ではAリーグに所属。
- 2023年12月同団体のタイトルホルダーである女流最高位で初優勝した[2]。

## 獲得タイトル
- 第23期女流最高位